# Ацетонові тіла

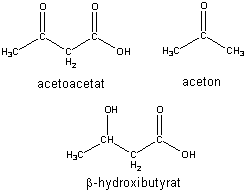

Ацето́нові тіла́ (кето́нові тіла́) — група органічних речовин-проміжних продуктів обміну жирів (ацетон, β-оксимасляна та ацетооцтова кислоти), що утворюються в організмі при деяких хворобливих станах. Посилене утворення ацетонових тіл спричиняє інтоксикацію організму.